# Viburnum tinus
Viburnum tinus is een heester uit de muskuskruidfamilie (Adoxaceae) met licht glanzend ovaal blad.

## Bloei
Viburnum tinus is een winterbloeiende plant met een roze tot wit verkleurende bloei. De bloemkleur en de kleur van de bloemknoppen verschilt licht naargelang de cultivar. De bloemen bestaan uit vijf bloemblaadjes en vijf meeldraden. Vanaf november of december verschijnen al de eerste witroze bloemschermen die de vorst trotseren. De bloemen zijn heel licht geurend.
Na de bloei volgen in de juiste omstandigheden zwarte steenvruchten.

## Cultivars
Er bestaan verschillende cultivars zoals 'Compactum', 'Eve Price', 'Exbury Form', 'Gwenlian', 'Little Bogner',  'Lucidum', 'Macrophyllum', 'Malay Beauty', 'Purpureum', 'Pyramidalis', 'Spring Bouquet' en 'Variegatum'.

## Verzorging
Viburnum tinus verlangt een normale, goed bemeste grond, niet te nat in de winter en enigszins beschut tegen vorst. Mocht er toch winterschade zijn dan herstelt deze struik zich erg goed. Snoeien is niet nodig, maar men kan bijvoorbeeld de bevroren takken wegsnijden of na de bloei in april.

## Gebruik
De struik kan als haag dienen of ook op het terras in potten gekweekt worden.
... · 
V. lantana (Wollige sneeuwbal) · 
V. opulus (Gelderse roos) · 
V. rhytidophyllum · 
V. tinus · 
...